# Graphosia polylophota
Graphosia polylophota là một loài bướm đêm thuộc phân họ Arctiinae, họ Erebidae.